# Sektion Cortina d’Ampezzo des Club Alpino Italiano
Die Sektion Cortina d’Ampezzo des Club Alpino Italiano ist eine Sektion des Club Alpino Italiano (CAI) in Cortina d’Ampezzo. Sie hat 731 Mitglieder (Stand: 30. September 2021).

## Geschichte

### Sektion Ampezzo des Deutschen und Oesterreichischen Alpenvereins
Die Sektion wurde am 1. Februar 1882 als Sektion Ampezzo des Deutschen und Oesterreichischen Alpenvereins (DuOeAV) gegründet. Sie war damit die erste Sektion des DuOeAV, die in ladinischen Teil Tirols entstand. Bereits 1876 hatte es erste Versuche gegeben, eine Alpenvereinssektion in Ampezzo zu gründen.
Treibende Kraft in der Gründungsphase war der Wiener Schriftsteller und Bergsteiger Richard Issler. Er war einer der insgesamt 51 Gründungsmitglieder, darunter fünf Frauen. Die Mitglieder setzten sich vor allem aus dem Wirtschaftsbürgertum zusammen. Zum Ersten Vorsitzenden wurde der Historienmaler Giuseppe Ghedina Tomàš gewählt.
Bereits am 11. August 1883 konnte mit der Sachsendankhütte auf dem Monte Nuvolau die erste Schutzhütte der Sektion feierlich eröffnet werden. 1886 folgte die Tofanahütte in der Tofanegruppe, die mit finanzieller Hilfe der Sektion Salzburg des DuOeAV errichtet werden konnte. Bereits beim Bau der Sachsendankhütte hatte die Sektion auf die großzügige Spende des sächsischen Offiziers Richard von Meerheimb zurückgreifen können. Neben dem Hüttenbau engagierte sich die Sektion auch im Wegebau. 1890 wurde ein Gebietsführer veröffentlicht, der zwei Jahre später auch in deutscher Sprache erschien. Trotz der touristischen Aufwertung der Gegend, blieb die Mitgliederanzahl relativ gering. Um die Jahrhundertwende zählte die Sektion etwa 70 Mitglieder.
1912 wurde der Hotelier Luigi Menardi zum Ersten Vorsitzenden gewählt. Er war der letzte Vorsitzende der Sektion Ampezzo des Deutschen und Oesterreichischen Alpenvereins. Während des Ersten Weltkrieges fielen beide Sektionshütten bereits kurze Zeit nach dem italienischen Kriegseintritt im Mai 1915 in den Besitz der italienischen Armee.

### Sektion Cortina d’Ampezzo des Club Alpino Italiano
Nach dem formellen Anschluss des Ampezzaner Gebietes an das Königreich Italien im Zuge des Vertrages von Saint Germain, wurde die Sektion Ampezzo des DuOeAV Anfang 1920 aufgelöst. Bereits am 9. April 1920 wurde von ehemaligen Mitgliedern der Sektion Ampezzo die Sektion Cortina d’Ampezzo des Club Alpino Italiano gegründet. Zum ersten Präsidenten wurde der Schuldirektor Arturo Marchi gewählt, der der Sektion bis 1924 vorstand. Zu den ersten Tätigkeiten der neuen Sektion gehörte die Festlegung der Bergführertariffe im Juni des gleichen Jahres. Im Dezember 1920 erkundete man sich bei der Sektion Reichenberg des DuOeAV über deren Absichten bezüglich der Reichenberger Hütte in der Croda-da-Lago-Gruppe, die sich auf dem Gemeindegebiet von Cortina d’Ampezzo befand. Die Antwort der nun in Tschechoslowakei liegenden Sektion Reichenberg ist nicht bekannt. Im Dezember 1920 forschte man beim Dachverband des CAI nach, welche Absichten die italienische Regierung in Bezug auf die nun auf italienischem Staatsgebiet liegenden Schutzhütten des DuOeAV habe. Zugleich wurde ein Antrag auf Schadensersatz für die im Krieg erlittenen Schäden beim Dachverband eingereicht.
Nach der Enteignung der nun auf italienischem Staatsgebiet liegenden böhmischen und reichsdeutschen Sektionshütten des DuOeAV im Jahre 1921, wurde die im Krieg geplünderte Reichenberger Hütte der Sektion Cortina anvertraut. Sie wurde nach Instandsetzungsarbeiten im Sommer 1922 von der Sektion unter dem neuen Namen Rifugio Croda da Lago eröffnet. Bereits im September 1921 war das Rifugio Antonio Cantore eingeweiht worden. Es handelte sich dabei um ein vom italienischen Militär im Krieg errichtetes Steingebäude, das nur wenige Meter entfernt von der Tofanahütte lag und den Namen des in der Nähe gefallenen Alpini-Generals Antonio Cantore trug. Die kleinere Tofanahütte diente von nun als Dependance. Erst 1930 konnte die Sachsendankhütte, nun als Rifugio Nuvolau eröffnet werden. Sie war 1915 nach deutschen Artilleriebeschuss bis auf die Grundmauern niedergebrannt. Für den Wiederaufbau wurde 1928 extra eine Materialseilbahn eingerichtet, deren Talstation beim privat geführten Rifugio Cinque Torri lag.
1954 wurde die von der akademischen Sektion des CAI errichtete Biwakschachtel Della Chiesa in der Fanesgruppe der Sektion Cortina übergeben. 1964 übernahm die Sektion auch das mit privaten Mitteln fertiggestellte Biwak Pia Helbig dall’Oglio in Gruppe der Hohen Gaisl. Mit der Eröffnung des Rifugio Camillo Giussani in den Tofanen wurde die nur wenige Gehminuten entfernten Hütte Cantore und Tofana geschlossen. Die Tofanahütte dient seit 1994 wieder als Winterbiwak, während die Cantore-Hütte aufgelassen ist. Die beiden in den 1950er und 1960er Jahren erbauten Biwakschachteln wurden 2013 abgetragen, nachdem sie in der Vergangenheit immer wieder durch Vandalismus beschädigt wurden.
Neben den drei Sektionshütten ist die Sektion Cortina d’Ampezzo für ein Wegenetz von über 400 km in den Ampezzaner und Pragser Dolomiten sowie in der Fanesgruppe verantwortlich.

## Einrichtungen der Sektion

### Hütten der Sektion

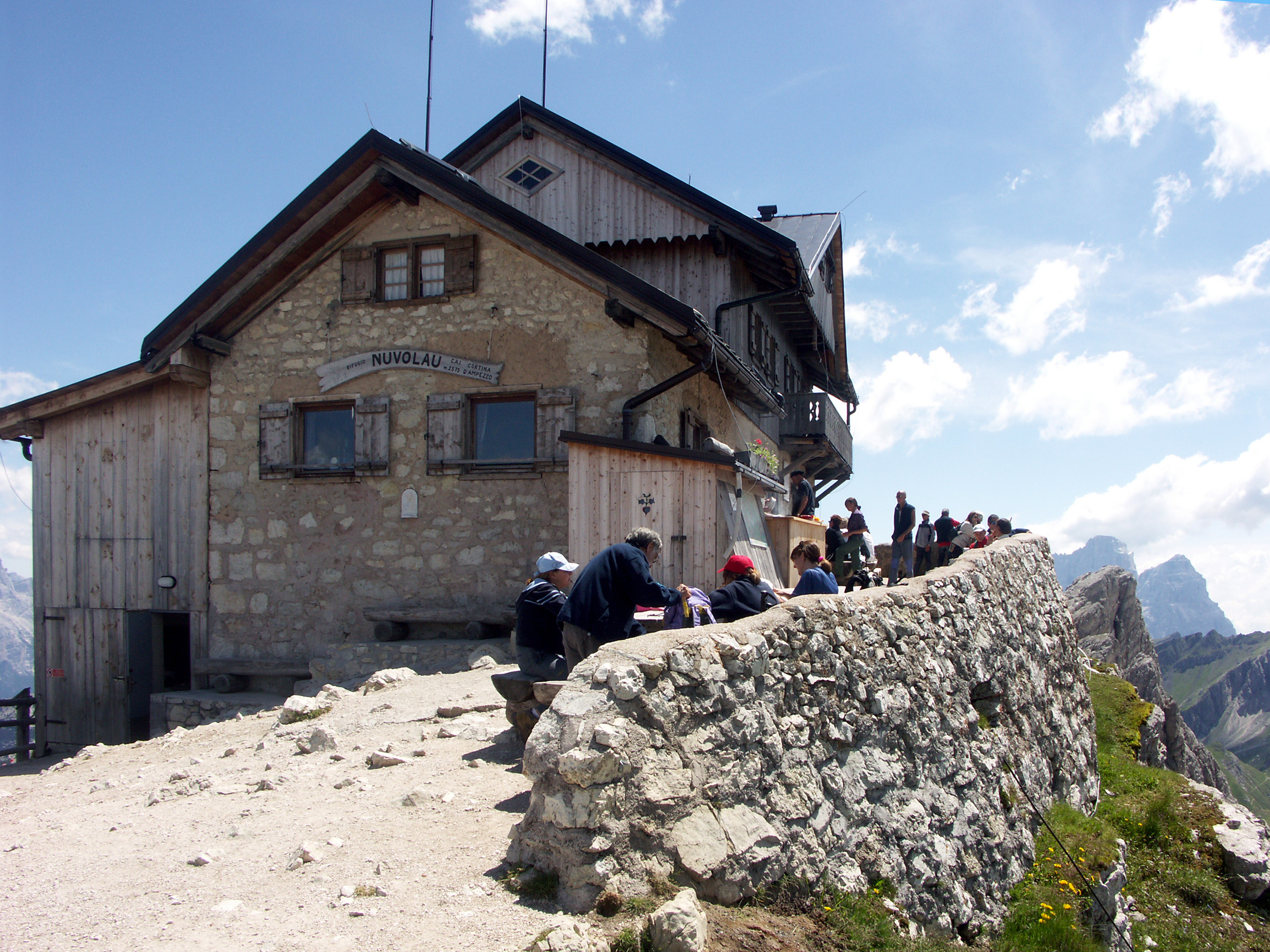
Rifugio Nuvolau

- Rifugio Nuvolau (2574 m s.l.m.) Nuvolaugruppe, bis 1915 Sachsendankhütte, zwischen 1928 und 1930 neu errichtet
- Rifugio Croda da Lago (2046 m s.l.m.) Croda-da-Lago-Gruppe, bis 1921 Reichenberger Hütte der böhmischen Sektion Reichenberg des DuOeAV
- Rifugio Camillo Giussani (2580 m s.l.m.) Tofane, 1972 erbaut

### Ehemalige Hütten der Sektion

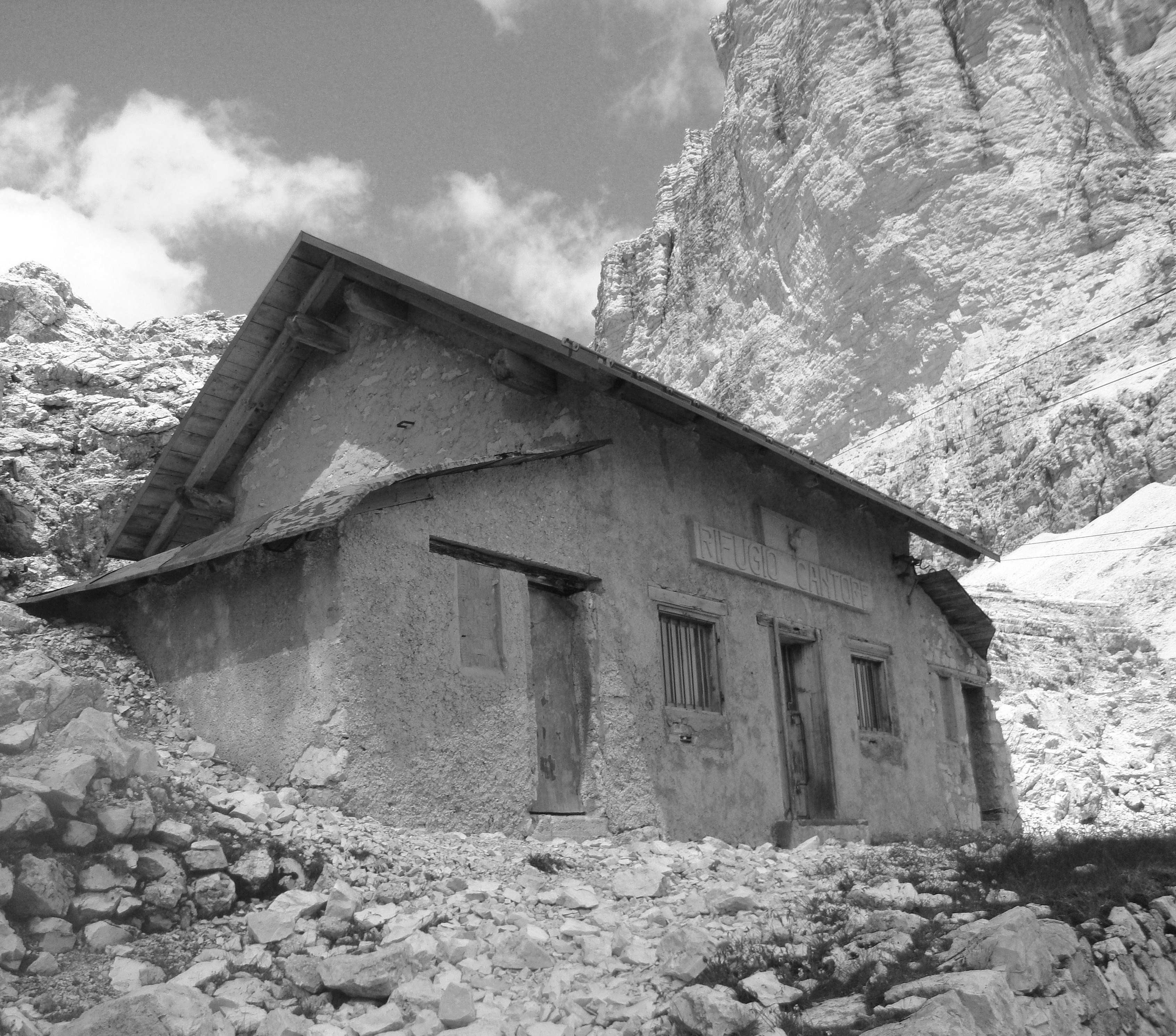
Die 1886 von der Sektion Ampezzo des DuOeAV eröffnete Tofanahütte

- Tofanahütte Tofane, nur mehr als Winterraum genutzt
- Rifugio Generale Antonio Cantore Tofane, nach 1972 aufgelassen
- Bivacco della Chiesa Fanesgruppe, 2013 abgetragen
- Bivacco Pia Helbig dall’Oglio Hohe Gaisl, 2013 abgetragen

## Sektionsvorsitzende
| Amtszeit  | Vorsitzender                        |
| 1882–1920 | Der Sektion Ampezzo des DuOeAV      |
| --------- | ----------------------------------- |
| 1882–1884 | Giuseppe Ghedina Tomàš              |
| 1884–1886 | Rudolf Bäumen                       |
| 1886–1887 | Anacleto Apollonio                  |
| 1887–1888 | Carlo Maurizio Edler von Mohrenfeld |
| 1888–1891 | Giuseppe Verzi                      |
| 1891–1892 | Heinrich Oberrauch                  |
| 1892–1893 | Massimiliano Manaigo                |
| 1893–1898 | Giuseppe Lacedelli                  |
| 1898–1901 | Teofrasto Dandrea                   |
| 1901–1905 | Karl Lanzinger                      |
| 1905–1912 | Heinrich Oberrauch                  |
| 1912–1920 | Luigi Menardi                       |

| Amtszeit  | Vorsitzender                          |
| 1920–0000 | Der Sektion Cortina d’Ampezzo des CAI |
| --------- | ------------------------------------- |
| 1920–1924 | Arturo Marchi                         |
| 1924–1970 | Giuseppe Degregorio                   |
| 1971–1980 | Luigi Menardi Malto                   |
| 1981–1991 | Lorenzo Lorenzi dai Pale              |
| 1991–1993 | Michela Da Pozzo                      |
| 1993–1998 | Federico Menardi Comin                |
| 1998–2010 | Federico Majoni Coleto                |
| 2010–2016 | Paola Valle                           |
| 2016–2019 | Luigi Alverà                          |
| 2019–2022 | Paola Valle                           |
| 2022–     | Luigi Alverà                          |